# Peña Flores
Peña Flores är en ort i Mexiko.   Den ligger i kommunen Cuautla och delstaten Morelos, i den sydöstra delen av landet, 60 km söder om huvudstaden Mexico City. Peña Flores ligger 1 352 meter över havet och antalet invånare är 3 867.
Terrängen runt Peña Flores är kuperad norrut, men söderut är den platt. Runt Peña Flores är det mycket tätbefolkat, med 1 056 invånare per kvadratkilometer. Närmaste större samhälle är Cuautla Morelos, 7,2 km sydost om Peña Flores. Omgivningarna runt Peña Flores är en mosaik av jordbruksmark och naturlig växtlighet.